# 1110-ті
Високе Середньовіччя •  Золота доба ісламу •  Реконкіста  •  Київська Русь

## Події
У Києві до 1113 княжив Святополк Ізяславич. Після його смерті в місті спалахнуло Київське повстання 1113. Кияни запросили на княжіння переяславського князя Володимира Мономаха. У Переяславі з 1114 правив його син Ярополк Володимирович. 1111, 1116 та 1120 років руські князі здійснювали успішні походи проти половців. 1118 року Володимир Мономах  прогнав з волинського престолу Ярослава Святополковича і посадив на нього свого сина Романа Володимировича. Після смерті Романа його змінив брат Андрій Володимирович Добрий. 
Укладено першу, другу та третю редакції  Повісті временних літ.
Між 1113—1115 на замовлення київського князя Володимира Мономаха споруджено церкву Спаса на Берестові.
Частина половців після поразок від русичів переселилася в Грузію, де їх прийняв цар Давид IV Будівник.
Польський князь Болеслав III Кривоустий переміг у боротьбі за владу свого брата Збігнєва, полонив і осліпив його.
1111 року німецький король Генріх V полонив папу римського Пасхалія II і змусив коронувати себе імператором Священної Римської імперії. Однак, звільнившись з полону наступного року, папа римський знову відкликав свою згоду на світську інвеституру. Імператору Генріху V довелося вести війну з повстанням у Німеччині, але 1117 року він знову захопив Рим і коронувався імператором удруге. Церемонію провів архієпископ Моріс Бурден, якого наступного року прихильники Генріха V обрали новим (анти)-папою. 
Після смерті Пасхалія II 1118 року папою римським став Геласій II, а 1119 року його змінив Калікст II. 1115 року померла Матильда Тосканська, її землі відійшли до Святого Престолу за винятком міст, що отримали самоуправління.  
Застверджено статут ордену госпітальєрів, утворився орден тамплієрів. 1118 року королем Єрусалиму став Балдуїн II. Наступного року він урятував Антіохійське князівство, війська якого зазнали поразки від правителя Алеппо Іль-Газі в битві на Кривавому полі. 
1118 року помер візантійський імператор Олексій I Комнін. Його замінив син Іоанн II Комнін.
Королі Англії та Франції Генріх I Боклерк та Людовик VI Товстий вели між собою війну в прикордонних з Нормандією землях. Французький король підтримував бунтівливих нормандських баронів. 1119 року англійці здобули важливу перемогу в битві під Бремюлем.
На Піренейському півострові християнські королівства витіснили Альморавідів з долини річки Ебро.
На півночі Китаю 1115 року чжурчжені завдали поразки киданям і утворили династію Цзінь.